# Парк природе Јегричка
Парк природе Јегричка налази се на територији Војводине у оквиру општина Бачка Паланка, Темерин, Врбас и Жабаљ. Захвата површину од 11.144 хектара и 81 ар. Под заштитом је државе као значајно природно добро III категорије. Док је по МУЗП класификацији у V категорији као заштићен копнени/морски предео. Парк природе је у средњем делу тока Јегричке.

## Географске одлике
Парк природе се налази у Бачкој, где доминирају речни, мочварни и барски биотопи. Предео је обрастао трском, хидрофилним ливадама и слатинама. Налази се на надморској висини од око 70 метара. Клима је умерено континентална, лета су дуга и топла, а зиме често оштре. Најважнији речни ток је Јегричка, чији је део на простору четири општине и штити се законом због изузетних природних одлика.

## Биљни и животињски свет
На простору парка налази се 80 врста водених и мочварних биљака, од којих су многе и заштићене — бели локвањ (Nymphea alba), барска папрат (Thelypteris palustris), водени орашак (Trapa natans), мешинка (Utricularia vulgaris) и др. Фауну чини око 150 регистрованих животињских врста, од којих су многе ретке и угрожене — водени бик (Botaurus stellaris), црногрли гњурац (Podiceps nigricollis), патка њорка (Aythya nyroca), патка кашикара (Anas clypeata), дивља гуска (Anser anser), еја мочварица (Circus aeroginosus), сиви барски петлић (Porzana parva), модровољка (Luscinia svecica), белобрк и црна чигра (Chlidonias hybridus, Ch. niger). Треба напоменути да је Јегричка и важно уточиште видри, што указује на здраво, богато и чисто станиште рибљег фонда, који броји око 80 алохтоних и аутохтоних врста.
- Лабудови
- Фазан
- Срна

## Мере заштите
На простору Парк природе Јегричка у склопу очувања природних вредности, као вид мера заштите примењује се — измуљавање, ограничено коришћење пестицида, забрана сечења трске, културно понашање и сакупљање отпада. У заштићеном простору омогућен је научно-истраживачки рад, туризам и рекреација, едукација, презентација, уређење обала и стаза, као и мониторинг врста.

## Галерија
- Јегричка код Темерина
- Јегричка код Темерина